# Holpilat
Holpilat (Holpilar) ist ein osttimoresischer Suco im Verwaltungsamt Maucatar (Gemeinde Cova Lima).

## Geographie

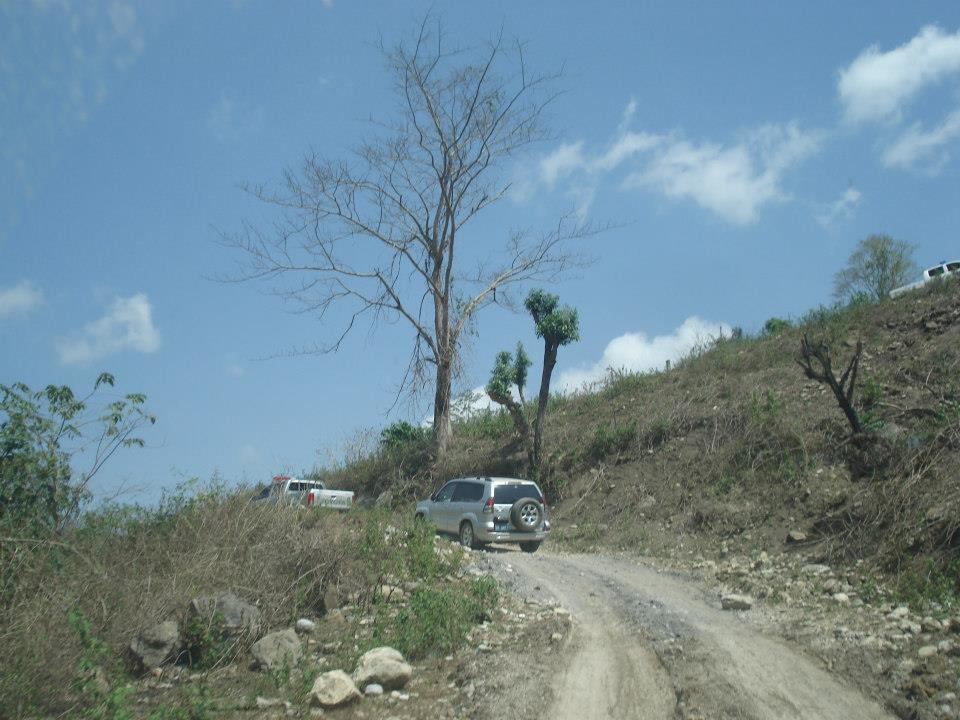
Straße in Holpilat

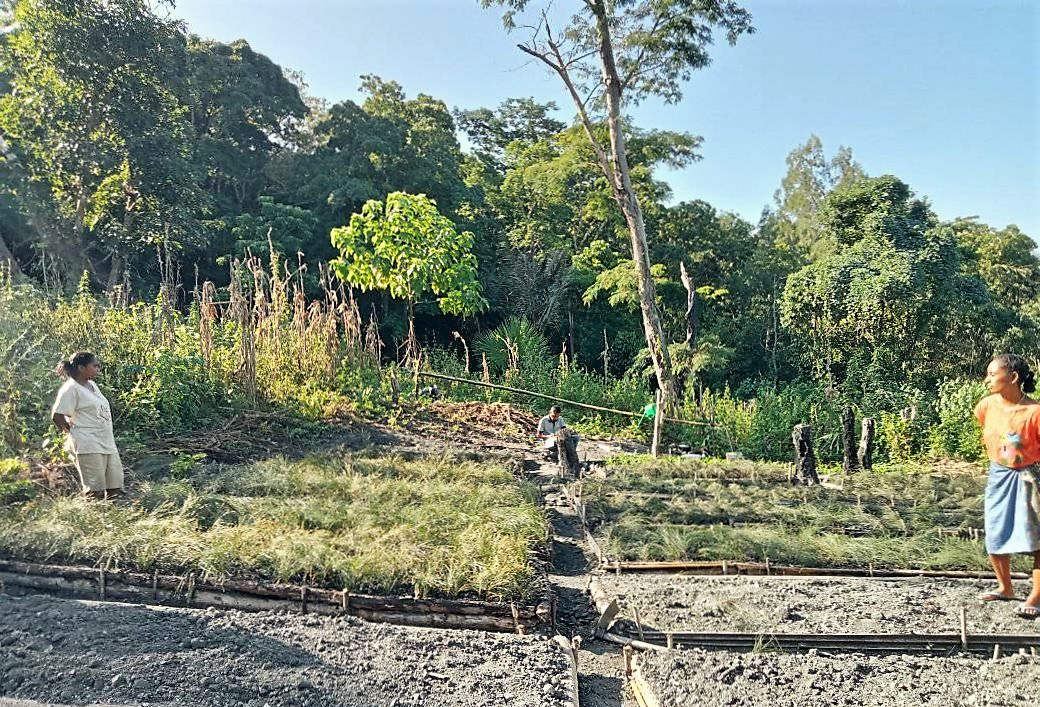
Gartenbau in Leogore (2022)

Vor der Gebietsreform 2015 hatte Holpilat eine Fläche von 35,03 km². Nun sind es 55,59 km². Der Suco liegt im Nordwesten Maucatars. Südlich befindet sich der ebenfalls zu Maucatar gehörende Suco Ogues, südöstlich der Suco Belecasac. Im Westen liegt jenseits des Flusses Lelosi, einem Nebenfluss des Tafara, das Verwaltungsamt Fatululic mit seinem Suco Taroman. Nordöstlich grenzt Holpilat an das Verwaltungsamt Lolotoe (Gemeinde Bobonaro) mit seinen Sucos Lebos und Deudet. Der Grenze zu Lebos folgt der Fluss Lotula, der ab der Grenze zu Deudet in den Ruiketan mündet, dem späteren Raiketan. Der Ruiketan bildet die gesamte Grenze zu Deudet. Im Nordwesten hat Holpilat eine schmale gemeinsame Grenze mit dem indonesischen Westtimor. Westlich des Ortes Manulor, wo der Sitz des Sucos sich befindet, entspringt der Apatopol, der nach Westen in den Lelosi fließt.
Die Schlammvulkane von Culit liegen im Westen von Holpilat, nahe dem Ort Kulit und dem Fluss Tafara. Das Gebiet kam erst 2015 von Debos zu Holpilat.
Quer durch den Suco führt von Süd nach Nord eine Überlandstraße, die aus der Gemeindehauptstadt Suai kommt. An ihr liegen alle größeren Ortschaften. Dies sind Manulor, Holuban (Holuhan), Nainare, Lela, Airik (Aisik), Leogore (Leohore, Leobore) und Ager. Grundschulen gibt es in Leogore, Nainare und Ager. Im Osten des Sucos gibt es außerdem einen Hubschrauberlandeplatz für Notfälle.
Im Suco befinden sich die sechs Aldeias Fatuc Oan, Hatu, Lela, Leogore, Manulor und Nainare.

## Einwohner
In Holpilat leben 1.848 Einwohner (2022), davon sind 925 Männer und 923 Frauen. Im Suco gibt es 352 Haushalte. Über 95 % der Einwohner geben Bunak als ihre Muttersprache an. Kleine Minderheiten sprechen Tetum Prasa, Tetum Terik und Mambai.

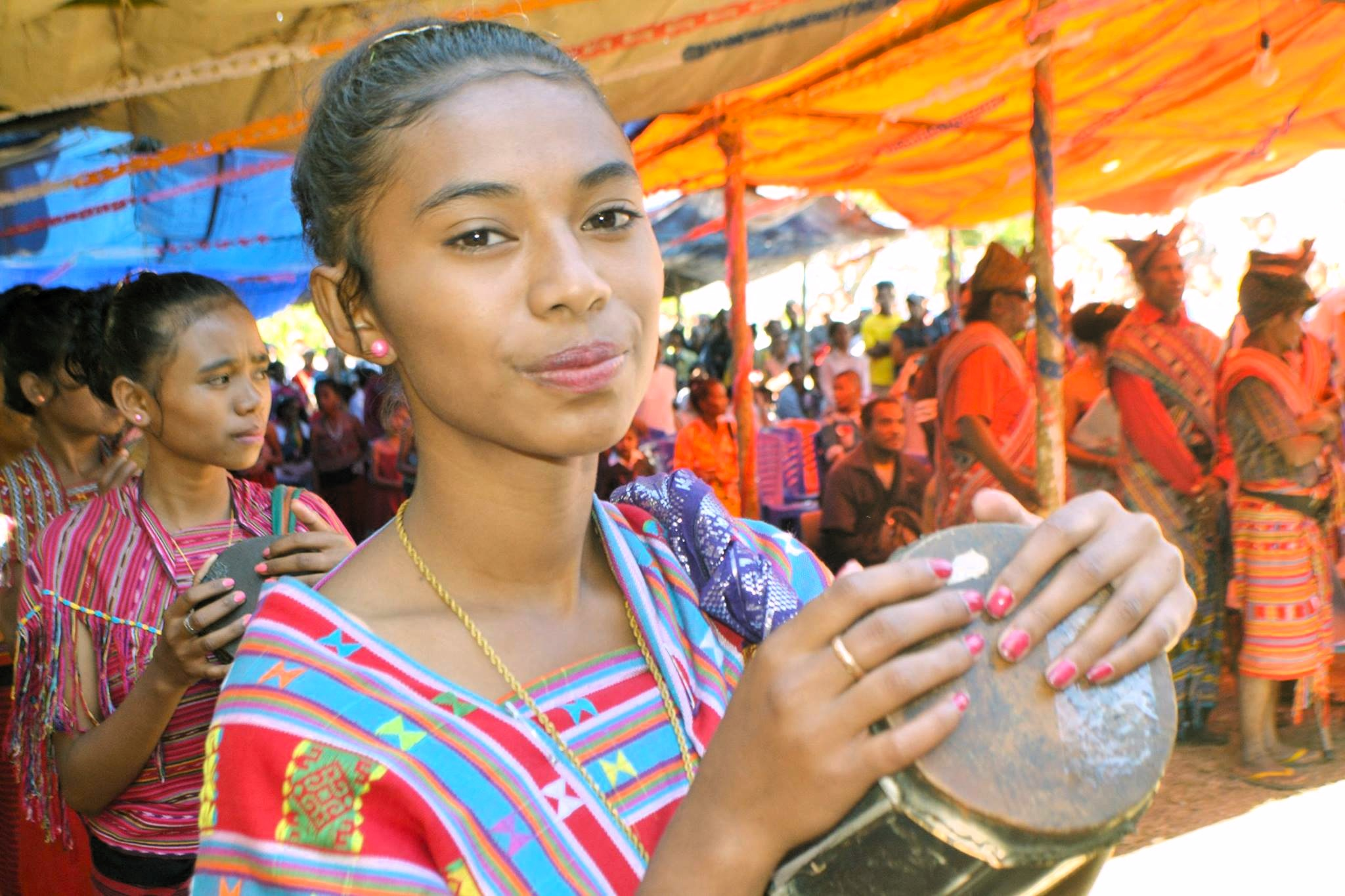
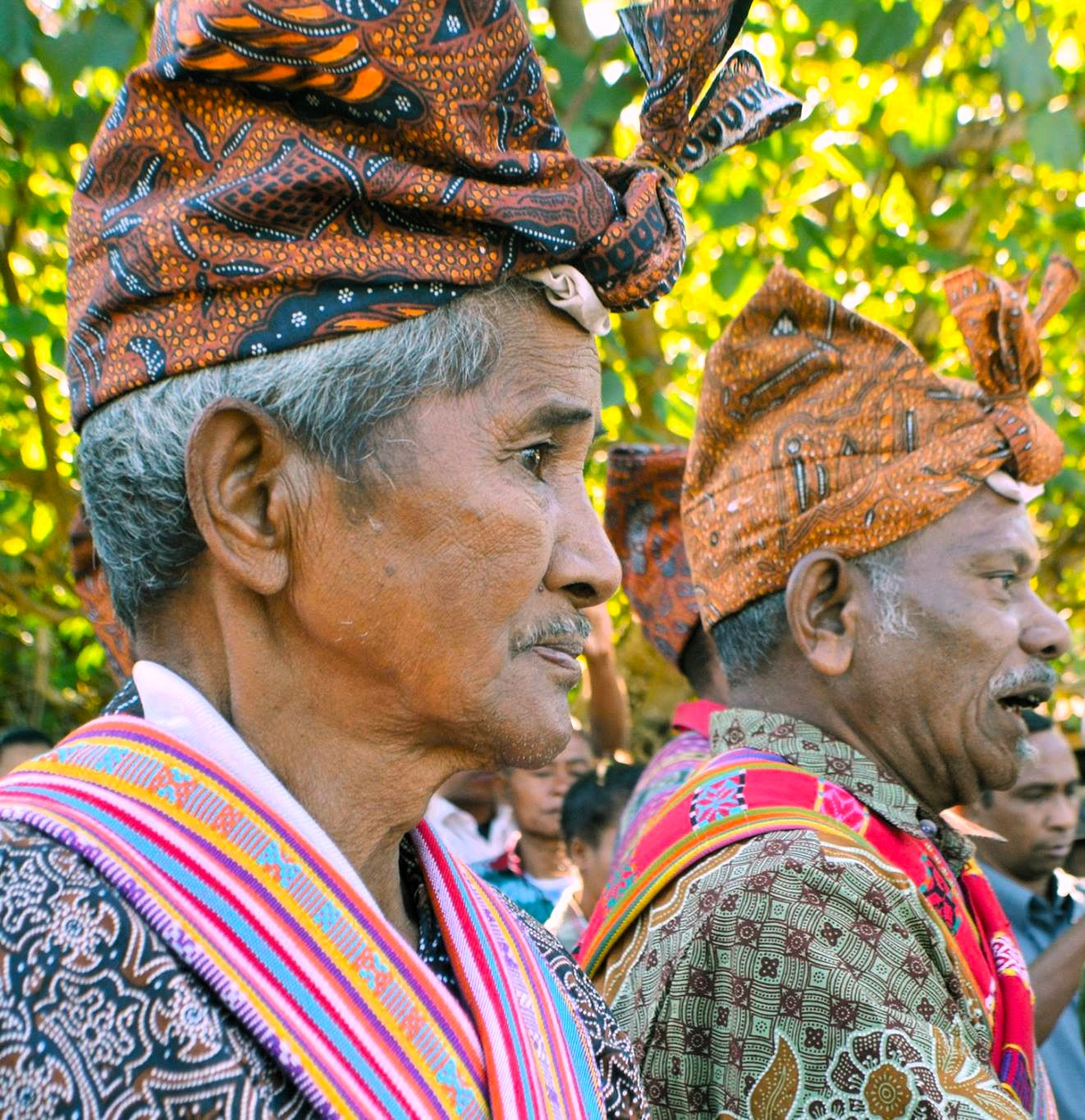

## Geschichte
Holpilat gehörte zur Exklave von Maucatar, die im Vertrag von Lissabon (1859) den Niederlanden untergeordnet wurde. Maucatar war nur über einen schmalen Streifen im Norden mit dem restlichen, niederländischen Territorium verbunden. Ringsherum lagen timoresische Reiche, die Portugal zugeordnet waren. Zwar gab es bereits 1904 eine Vereinbarung zwischen den Kolonialmächten, das Maucatar an die Portugiesen abgetreten werden sollte, doch erst 1916 ging es in portugiesischen Besitz über.
Mitte Oktober scheiterte ein indonesischer Angriff auf Lela.
In Leogore befand sich ein Posten der pro-indonesischen Miliz Laksaur. Am 9. April 1999 griffen Mitglieder der Laksaur die Orte Manulor und Nainare an und brannte Häuser nieder. Mehrere hundert Menschen flohen in die Wälder.

## Politik
Bei den Wahlen von 2004/2005  wurde Camdido Gusmão zum Chefe de Suco gewählt. Bei den Wahlen 2009  gewann Jaime Cardoso Mendonça und 2016 Emilio do Carmo Gusmão.

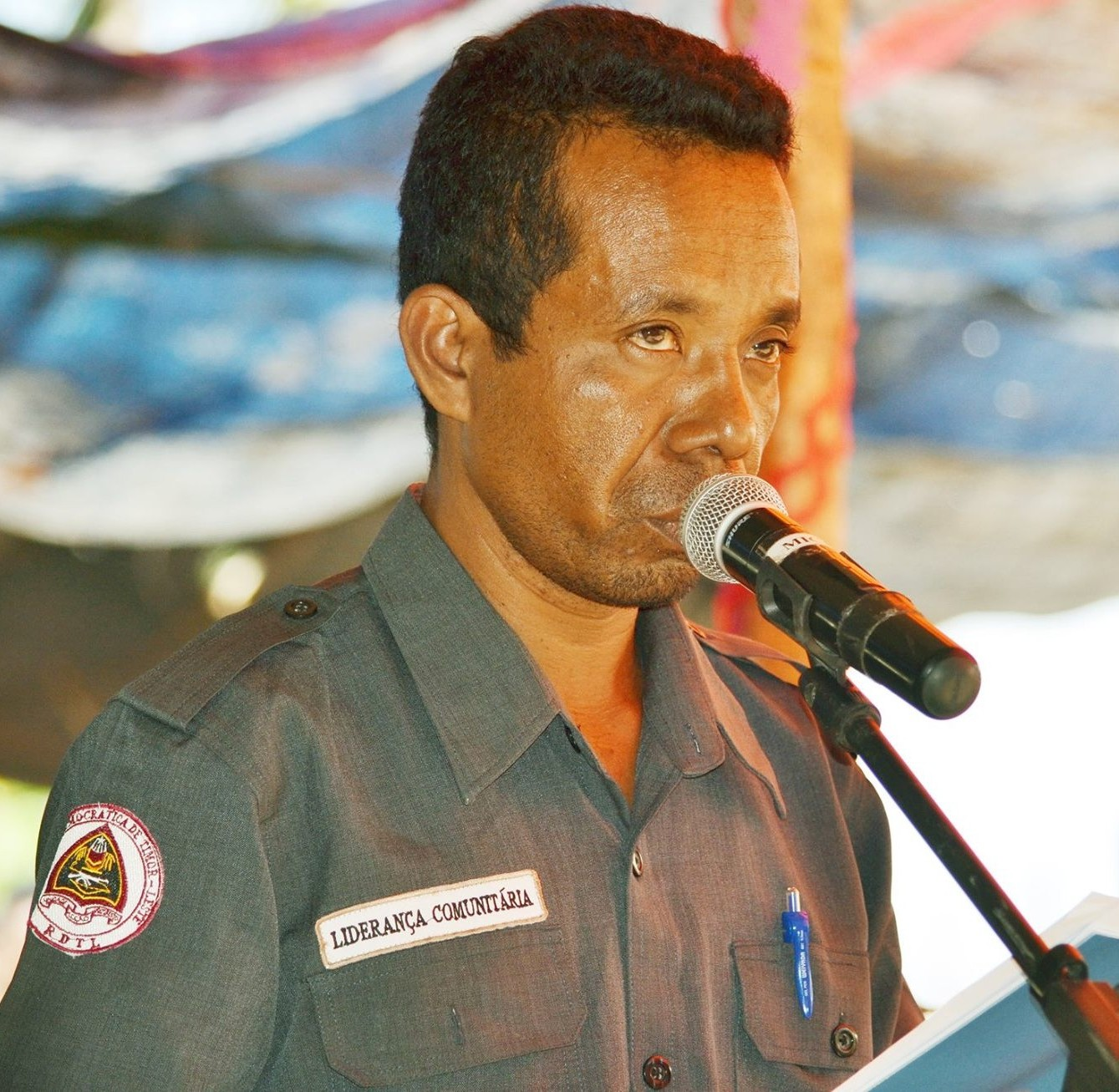
Jaime Cardoso Mendonça (2016)
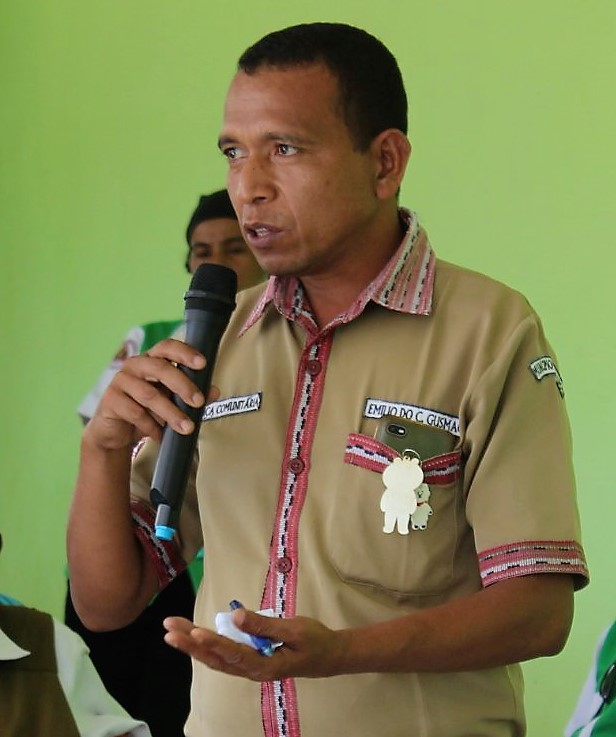
Emilio do Carmo Gusmão (2022)